# You.
you.（ゆう、ゆうどっと、1986年12月10日 - ）は、日本のAV女優。

## プロフィール
- 出身地：東京都
- 身長：155cm→157cm
- スリーサイズ：B88cm(Eカップ)、W58cm、H88cm
- 血液型：O型
- 趣味：耳かき、ショッピング、ゲーム

## 略歴
2005年8月25日TV番組「サバドル」のサバドルガールを経て着エロ「タマらない♪」で、たまとしてデビュー。
その後、ワープ4代目ドットガールとして、2005年9月にワープエンタテインメントからAVデビューした。AV女優となったきっかけは、有名になりたかったから。
一時期「ゆう.」（ゆうどっと）に改名した一ノ瀬悠や、@YOU（あっとゆう）は別人。
2006年9月以降、引退状態であったが2008年7月から海馬ゆうとして着エロやAV女優活動を再開。

## 出演

### 着エロ(たま名義)
- タマらない♪ (2005年8月25日 BNS)

### you.名義

#### アダルトビデオ
単独出演
- 極モザ×萌えコス（2005年9月5日、ワープエンタテインメント）
- まいっちんぐ you.先生（2005年10月5日、ワープエンタテインメント）
- ボク日、借金（2005年11月5日、ワープエンタテインメント）
- 街でウワサの風俗ビル 9号店（2005年12月5日、ワープエンタテインメント）
- ツンデレ（2006年1月5日、ワープエンタテインメント）
- 萌えるメガネちゃん（2006年2月5日、ワープエンタテインメント）
- 接吻カフェ 3号店（2006年3月5日、ワープエンタテインメント）
- ドリームシャワー 67（2006年4月29日、ワープエンタテインメント）
- スケベ奴隷・狂い咲きクリマンコ（2006年9月25日、OPERA［オペラ］）
- やりすぎファン感謝DAY!! you.としてみませんか?（2006年10月20日、KUKI）
- 僕、専用。【Z】21［YOU］(ゴーゴーズ)
- 癒らし（アウダーズジャパン）

オムニバス
- ワープエンタテインメント 1年まるごと特別総集編 ワープ 2005年全仕事（2005年12月5日、ワープエンタテインメント）
- ユーザーズチョイス!! 12（2005年12月15日、ワープエンタテインメント）
- ユーザーズチョイス!! 13（2006年6月15日、ワープエンタテインメント）
- S+CONTENTS 4時間 お嬢ギャルとお姉Gal SP（2006年11月5日、ワープエンタテインメント）
- ワープエンタテインメント 1年まるごと特別総集編 06/07 4時間（2006年12月5日、ワープエンタテインメント）
- S+CONTENTS 4時間 一撃（2007年8月5日、ワープエンタテインメント）
- オペラ5周年記念DVD24時間6枚組 （2010年12月25日、オペラ）

#### テレビ番組
- 美女と湯けむり（第1回洲の崎温泉）（旅チャンネル）
- 美女と湯けむり（第2回南房総白浜温泉）（旅チャンネル）
- サバドル（テレビ東京）
- 夜美女（テレビ大阪）

### 海馬ゆう名義

#### 写真集
- 『Hで綺麗なお姉さん』海馬ゆうデジタル写真集シリーズ（出版時期:2008年7月~12月）

#### イメージビデオ
- 女神の素顔/ゆう（2008年8月8日、心交社）
- UNIeLO（2008年12月7日、Cutie Factory visual works）
- 女神の素顔 ゆう 2（2009年1月9日、心交社）

#### アダルトビデオ
2009年
- 女子校生痴漢バス（3月5日、ピュアネスプラネット）
- 無理ヤリ解禁!イカされまくって騙し中出し!（4月4日、ピュアネスプラネット）
- うぶ 〜はじめてのゆう ほんとうのゆう〜（5月7日 ピュアネスプラネット）
- 手コキ&性交クリニック ファン感謝祭スペシャル（7月9日 SODクリエイト）
- WATER POLE 78（7月10日 プレステージ）
- 働くオンナ Vol.45（7月22日 プレステージ）
- 女子校生「介護福祉」のお仕事体験（9月5日、SODクリエイト）
- コスプレイヤー:破（12月25日 TMA）

2010年
- ショートパンツ MANIAX（1月8日 TMA）
- ガールズトーク 〜オンナの本音聞かせてあげる〜（3月19日、クリスタル映像）
- 競泳水着 ローション 尻コキ（4月1日、Fetishist/妄想族）
- 姉妹犯（4月23日、クリスタル映像）共演:辻本りょう